# Основание университета
«Основание университета» (пол. Założenie Szkoły Głównej przeniesieniem do Krakowa ugruntowane) — картина польского художника Яна Матейко на исторический сюжет, созданная в 1888 году. Седьмая по времени действия часть цикла «История цивилизации в Польше», задуманная и созданная самой первой. Хранится в Национальном музее в Варшаве.